# Neolitsea siamensis
Neolitsea siamensis är en lagerväxtart som beskrevs av Kostermans. Neolitsea siamensis ingår i släktet Neolitsea och familjen lagerväxter. Inga underarter finns listade i Catalogue of Life.